# Captain Berlin versus Hitler
Captain Berlin versus Hitler è un film di Jörg Buttgereit uscito nel 2009, adattato dall'omonima opera teatrale dello stesso Buttgereit.
Nel 2014 ha aperto la rassegna Helden wie wir/Eroi come noi del Goethe Institut di Roma, alla proiezione del 9 ottobre ha presenziato anche lo stesso Jörg Buttgereit .

## Trama
Nel 1973 la scienziata nazista Ilse Von Blitzen riesce a risvegliare il cervello assopito di Adolf Hitler. Sognando di far rinascere la Germania e il Reich, la donna e il führer decidono di chiedere aiuto al Principe delle Tenebre, Dracula, per ottenere del sangue capace di donare l'immortalità al fantoccio umano della dottoressa. Questa, seguendo l'esempio di Frankenstein prima di lei, ha composto un super corpo ariano dai cadaveri dei più valorosi soldati del terzo impero tedesco, sognando di poter trapiantare nella sua creatura il cervello ora in vitro di Hitler.
Dracula, divenuto ormai un vampiro stanco e dalle marcate idee socialcomuniste, spiega ai nazisti che ha intenzione di collaborare solo dopo aver soddisfatto la sua sete di sangue. Assieme a Von Blitzen si reca allora da Maria, la giovane figlia dell'alter ego di Capitan Berlin, acerrimo nemico del fuhrer ai tempi della Seconda Guerra Mondiale.
Sedotta e rapita la giovane, Dracula si rifiuta tuttavia di seguitare a sostenere i folli piani ed esperimenti del duo di esaltati; grazie al rocambolesco arrivo di Capitan Berlin nel rifugio segreto di Hitler, il vampiro riesce a fuggire.
Solo dopo aver affrontato la scienziata pazza e Robo-Hitler al supereroe non resta che mettersi sulle tracce di Dracula e della infelice Maria.
Ucciso finalmente il Principe delle Tenebre, in un duro combattimento, Maria torna a casa sana e salva, unico suo dubbio è l'identità del premuroso paladino mascherato venuto in suo soccorso. Piena di dubbi e congetture, la ragazza si interroga: che Capitan Berlin sia suo padre?
Il dubbio rimane, mentre il narratore lascia con questo pathos gli spettatori.